# Your Idol
"Your Idol"은 2025년 애니메이션 뮤지컬 판타지 영화, 케이팝 데몬 헌터스에서 앤드류 최, 넥웨이브, 대니 정, 케빈 (1991년), 샘UIL 리가 목소리를 맡은 가상의 K-pop 보이 그룹 사자 보이즈가 부른 곡이다. 2025년 6월 20일 리퍼블릭 레코드를 통해 영화 사운드트랙 앨범의 일곱 번째 트랙으로 발매되었다. EJAE, 쿠시, 마크 존넨블릭, 빈스가 작사하고 24, 이도, 이안 아이젠드라스가 프로듀싱했다.

## 배경 및 테마
"Your Idol"은 애니메이션 뮤지컬 판타지 영화 케이팝 데몬 헌터스를 위해 만들어졌다. 사자 보이즈(적대적인 악마 보이 밴드)가 영화의 주요 악당인 귀마를 소환하고 마법에 걸린 관객의 영혼을 먹이기 위해 연주하는, 거의 마지막에 나오는 뮤지컬 곡으로 사용된다.
EJAE는 더블랙레이블과 총괄 음악 프로듀서 이안 아이젠드라스로부터 EXO를 참고한 곡의 반주 트랙을 받았다. 더블랙레이블 송라이터 쿠시와 빈스와 함께 가사를 작업했다. EJAE는 곡을 쓰는 데 기독교 찬송과 EXO의 곡 "Mama"와 "Obsession"에서 영감을 받았다. 특히 합창 부분은 전자의 곡에 있는 합창 편곡에서 영감을 받았다. "Your Idol"의 코러스 인트로를 위해 "Hunter's Mantra"의 오디오를 역재생하고 데모에서 하모니를 넣었다. EJAE는 대성당을 연상시키고 "일종의 오래된 라틴 분위기"로 "더 소름 끼치는" 분위기를 만들기 위해 하모니와 사운드를 추가했다. 이안 아이젠드라스는 트랙을 위한 완전한 합창을 만들기 위해 브로드웨이 보컬리스트를 데려왔다. 시작에는 라틴 시퀀스 "진노의 날"이 포함되어 있다.
곡이 영화에서 사용되는 것은 스토리라인의 중추적인 순간을 나타내는데, 보이 밴드가 완전한 악마 같은 올 블랙 의상으로 진정한 모습을 드러내면서 "세련되고 제트 블랙 실루엣"으로 "극적인" 변화를 이룬다. "Your Idol"은 방탄소년단 "Butter"와 유사한 "슈퍼 버블껌 K-pop 보이 밴드 곡"으로 묘사된 사자 보이즈의 영화 소개 곡 "Soda Pop"과 직접적인 대조를 이룬다. 가사는 밴드가 팬들의 영혼을 훔칠 수 있도록 유혹하기 위해 팬들의 집착에 호소하는 내용을 담고 있다. 롤링 스톤 인도의 데바시리 두타는 두 사자 보이즈 곡 사이의 "불협화음"을 강조하며 "Your Idol"이 "사자 보이즈의 진정한 본성을 드러내면서 명성과 집착적인 팬 문화의 어두운 면을 교묘하게 비판한다"고 언급했다.
코리아타임스의 백병열 기자는 영화 속 두 가상 K-pop 그룹의 스타일링이 "한국의 과거와 현재"와 연결된다고 언급했다. 영화에서 사자 보이즈는 "Your Idol"을 검은색 한복과 전통적인 말총 모자를 입고 공연하며 "저승사자의 이미지"를 연상시킨다. 공동 감독 매기 강에 따르면, 이 그룹을 "저승사자"로 묘사하는 아이디어는 영화의 초기 개념 중 하나였다. 강 감독은 이를 애니메이션에서 이전에는 탐구된 적이 없는 "매우 상징적인 이미지"라고 설명했다. 이 장면은 공연 중 영화의 부차적인 악당인 지누에게 "더 전통적인 모습"을 부여하는 동시에 강렬한 색상 효과를 통해 관객을 어두운 지하 세계로 끌어들이는 것을 목표로 했다.

## 상업적 성과
2025년 7월 3일자 차트에서 "Your Idol"은 미국 스포티파이 차트 1위를 차지하며, K-pop 보이 밴드로서 사상 최고 순위를 기록하고 방탄소년단의 2020년 곡 "Dynamite"를 넘어섰다. 정국 (가수)의 "Seven" (2023), 지민 (가수)의 "Who" (2024), 로제 (가수)의 "APT." (2024)에 이어 차트 정상에 오른 네 번째 K-pop 트랙이 되었다.

## 트랙 목록
7인치 바이닐
1. "Your Idol" – 3:11
2. "Your Idol" (반주) – 3:11

## 차트
| 차트 (2025)                      | 최고 순위 |
| -------------------------------- | --------- |
| 오스트레일리아 (ARIA)            | 4         |
| 오스트리아 (Ö3 오스트리아 탑 40) | 19        |
| 캐나다 (캐나디안 핫 100)         | 10        |
| 체코 (싱글 디지털 Top 100)       | 21        |
| 독일 (GfK)                       | 15        |
| 글로벌 200 (빌보드)              | 3         |
| 그리스 인터내셔널 (IFPI)         | 26        |
| 홍콩 (빌보드)                    | 17        |
| 헝가리 (싱글 Top 40)             | 30        |
| 아이슬란드 (Tónlistinn)          | 24        |
| 아일랜드 (IRMA)                  | 22        |
| 리투아니아 (AGATA)               | 42        |
| 말레이시아 (IFPI)                | 3         |
| 말레이시아 인터내셔널 (RIM)      | 2         |
| 네덜란드 (싱글 톱 100)           | 59        |
| 뉴질랜드 (리코디드 뮤직 NZ)      | 4         |
| 노르웨이 (IFPI)                  | 13        |
| 필리핀 (IFPI)                    | 18        |
| 필리핀 (필리핀 핫 100)           | 14        |
| 폴란드 (폴란드 스트리밍 톱 100)  | 25        |
| 포르투갈 (AFP)                   | 72        |
| 싱가포르 (RIAS)                  | 4         |
| 슬로바키아 (싱글 디지털 Top 100) | 27        |
| 남아프리카 공화국 (TOSAC)        | 42        |
| 대한민국 (써클)                  | 6         |
| 스웨덴 (스베리예토프리스탄)      | 12        |
| 스위스 (슈바이처 히트파라데)     | 40        |
| 대만 (빌보드)                    | 5         |
| 영국 싱글 (OCC)                  | 8         |
| 미국 빌보드 핫 100               | 8         |

| 차트 (2025)     | 순위 |
| --------------- | ---- |
| 대한민국 (써클) | 9    |

## 인증
| 국가                               | 인증 | 판매량/출하량 |
| ---------------------------------- | ---- | ------------- |
| 뉴질랜드 (RMNZ)                    | 골드 | 15,000        |
| 판매량+스트리밍을 기반으로 한 인증 |      |               |

## 발매 역사
| 지역 | 날짜             | 형식         | 버전                  | 레이블   | Ref.   |
| ---- | ---------------- | ------------ | --------------------- | -------- | ------ |
| 다양 | 2025년 11월 21일 | 7인치 바이닐 | 오리지널 인스트루멘탈 | 리퍼블릭 | [ 12 ] |